# Country Club Estates
Country Club Estates – jednostka osadnicza w Stanach Zjednoczonych, w stanie Georgia, w hrabstwie Glynn.